# Государственный строй Лихтенштейна
Лихтенштейн — конституционная монархия.
Глава государства — Ханс-Адам II, князь фон унд цу Лихтенштейн, герцог Троппау и Егерндорф, граф Ритберг. Фактически управлял страной с 1984 года, а вступил на престол 13 ноября 1989 года. Князь осуществляет управление государством, визирует принимаемые ландтагом (парламентом) законодательные акты, представляет Лихтенштейн во взаимоотношениях с другими государствами, назначает государственных служащих, обладает правом помилования, обладает правом абсолютного вето на любой закон принимаемый парламентом и на результаты народных голосований, имеет право роспуска правительства и парламента Лихтенштейна, единолично принимать особо важные законы и назначать судей. На данный момент, полномочия князя Лихтенштейна являются самыми широкими среди европейских монархий (за исключением Ватикана) и приближаются к полномочиям абсолютных монархов.

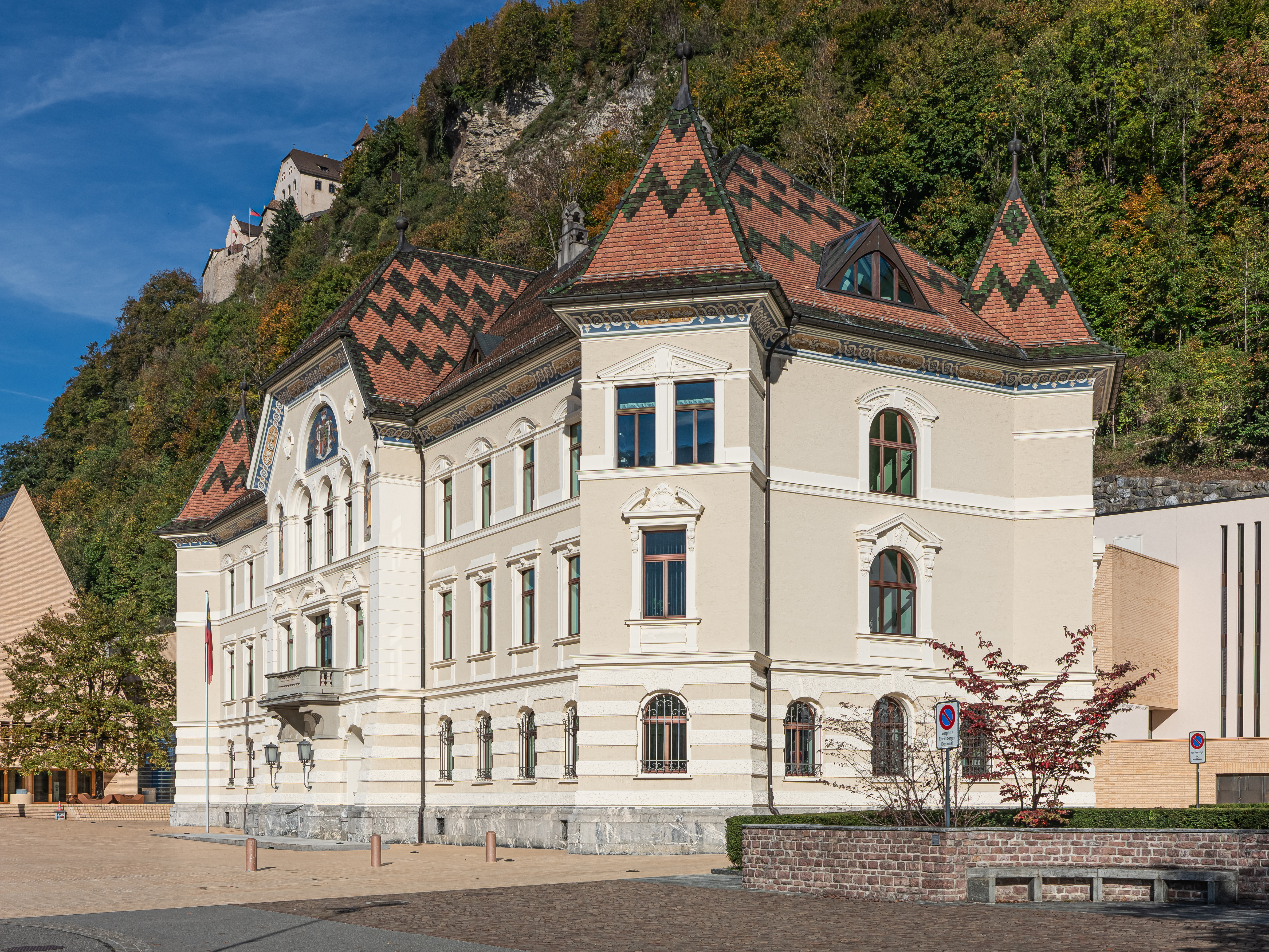
Здание правительства в Вадуце

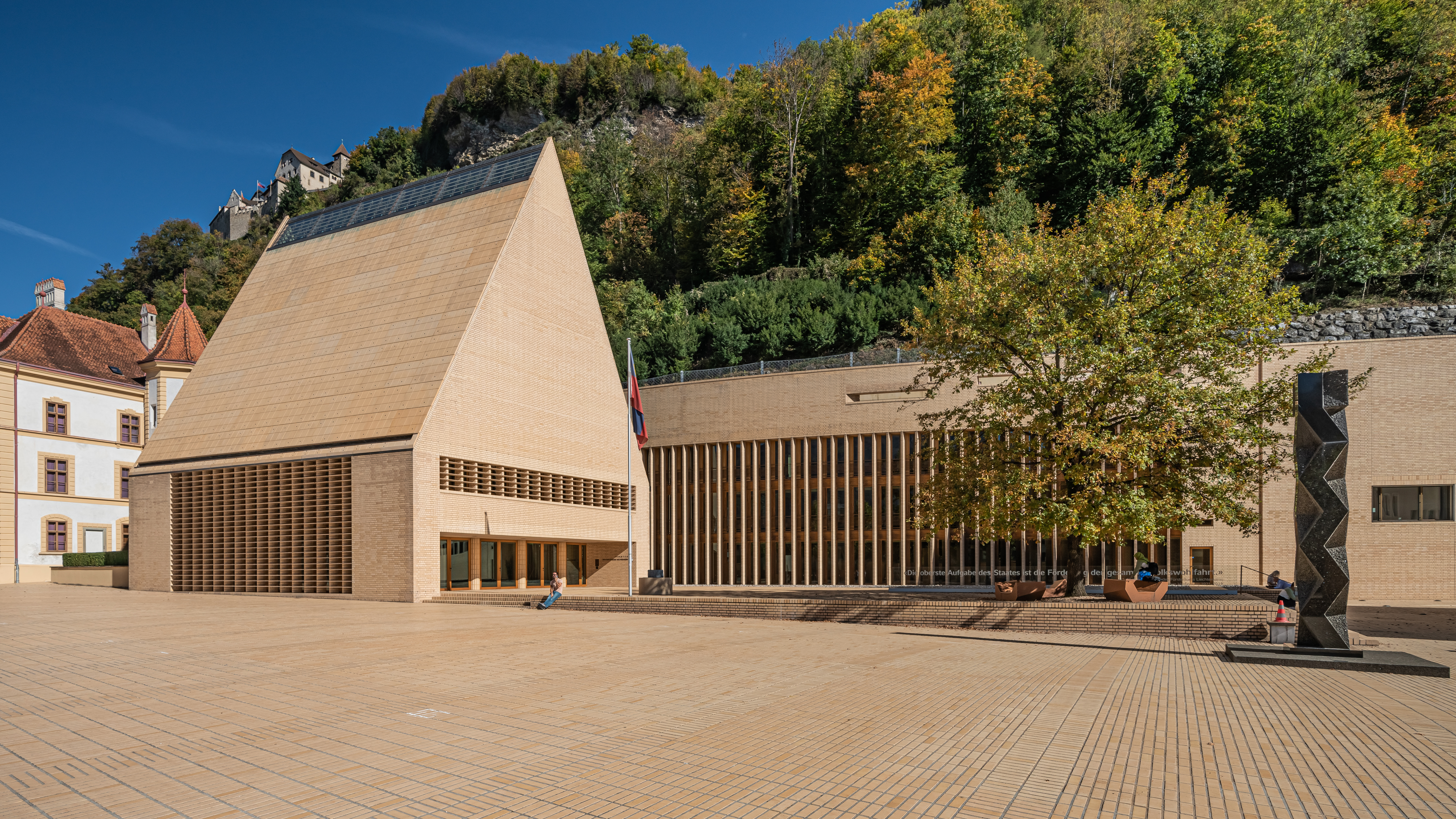
Здание парламента в Вадуце

Законодательный орган — ландтаг, который состоит из 25 депутатов, избираемых прямым тайным голосованием по системе пропорционального представительства (15 депутатов от Оберланда и 10 депутатов от Унтерланда) сроком на 4 года. Глава Ландтага – Альберт Фрик (с марта 2013 года).
С согласия парламента князь назначает коалиционное правительство в составе его главы и 4 советников (три представителя парламентского большинства и два представителя оппозиции).
Общественная и политическая жизнь Лихтенштейна регламентирована конституцией, принятой 5 октября 1921 года и дополненной поправками 1938, 1939, 1965 и 1990 годов.
В стране действуют четыре партии — Прогрессивная гражданская партия (ПГП) — правая, Независимые — правоцентристская, Патриотический союз (ПС) — либерально-буржуазная партия и Свободный список (СС) — левоцентристская экологическая партия. Ранее существовали другие партии, включая левобуржуазную Христианско-социальную партию (ХСП).
На выборах в ландтаг 11 февраля 2001 года одержала победу ПГП (13 мест), а ПС получил 11 мест. Согласно конституции, правительство страны состоит из членов победившей партии. На выборах 1997 года оно было сформировано ПС.
На выборах в Ландтаг 5 февраля 2017 года победу также одержала ПГП (9 мест), ПС получил 8 мест, Независимые - 5 мест, СС - 3 места.
С 1992 года в Лихтенштейне продолжается «конституционный спор» между князем Хансом Адамом II и парламентско-правительственными кругами. Монарх возражал против попыток ограничить его полномочия выполнением чисто символических функций и угрожал в этом случае «перенести своё место жительство в Вену». В 1992 году после разногласий с правительством по вопросу о соглашении с Европейским экономическим пространством князь попытался распустить парламент и управлять с помощью княжеских декретов. Это стремление встретило сопротивление и породило споры о реформе конституции. В 1995 году председатель Конституционного суда Бернхард Вилле заявил, что именно этот орган должен разбирать конституционный спор при возникновении разногласий между князем, правительством и парламентом. После этого князь отказался утвердить повторное избрание Вилле членом суда. В октябре 1999 года Европейский суд по правам человека удовлетворил жалобу Вилле и обвинил князя в нарушении конвенции о правах человека, приговорив Лихтенштейн к штрафу в размере 10 тысяч швейцарских франков и уплате компенсации Вилле в размере 91 тысячи швейцарских франков.
В феврале 2000 года князь огласил новые предложения по реформе конституции, согласившись в принципе на роль главы государства без политической власти, на отказ от права назначать государственных чиновников и не утверждать судей. Князь выразил готовность признать за населением право на вынесение вотума недоверия князю и даже на ликвидацию монархии. Однако, в 2003 году князь провел конституционный референдум, который дал ему очень широкие полномочия, включая право абсолютного вето на любые законопроекты, право распускать правительство и назначать судей. В 2012 году попытка ограничить права князя налагать вето на решения референдумов, было отвергнуто на конституционном референдуме 76,1 % голосовавших (в референдуме приняло участие 82,9 % жителей страны)
После выборов 2001 года, на которых победила Прогрессивная бюргерская партия, правительство возглавил в апреле лидер этой партии Отмар Хаслер. Правая партия Отечественный союз составила с Прогрессивной бюргерской партией коалицию по результатам выборов 2005 года. А по результатам выборов 2008 года правительство сформировал представитель Отечественного союза Клаус Чючер.